# Церковь Калева
Церковь Калева (фин. Kalevan kirkko) — лютеранская церковь, расположенная в Калева, Тампере, Финляндия. Построена по проекту архитектора Рейма Пиетиля в 1964—1966 годах. Является одной из достопримечательностей Тампере.

## История
Приход Калевы был основан в 1959 году, но своя церковь там появилась только в 1966 году. В 1959 году совет евангельских лютеранских приходов Тампере открыл конкурс архитекторов для создания монументальной церкви для прихода Калевы. Из представленных 49 проектов был выбран замысел архитекторов Райли и Рейма Пиетиля. На предложение повлиял христианский символизм: план церкви напоминает рыбу.

## Архитектура
Церковь Калева — оригинальное здание, с 2006 года охраняемое Национальным советом по сохранению памятников древности как образец новой монументальной архитектуры в Финляндии.
Стены высокие и вертикальные. Церковь также называют «Силосом душ» из-за её внешнего вида, напоминающего зерновой силос. Площадь этажа составляет 3600 м², а его общий объём — 47 000 м³.
Во внутренней отделке используется много деревянных поверхностей, а внешний цвет стен напоминает цвет некрашеного льна.
Витражные окна от пола до потолка дают много света и подчёркивают высоту стен. Церковь характеризуют пространство и яркость.
Орган c 41 регистром был изготовлен на фабрике органов в Кангасале и имеет 16-метровый фасад, спроектированный Реймой Пиетиля. Его механизм — частично механический, частично пневматический. Орган содержит 3500 труб, самая большая из которых имеет 6,3 м в длину, а самая маленькая — 1,5 см.

## Галерея
- Церковь в городском пейзаже
- Алтарь
- Алтарь и органы
- Стены церкви